# Честіті
«Честіті» (англ. «Chastity») — американський художній фільм 1969 року, з Шер у головній ролі, за сценарієм її першого чоловіка Сонні Боно.

## Сюжет
Честіті — самотня молода дівчина, яка подорожує по Америці в надії знайти свою любов і забути про минуле. Вона закохується в чоловіка, якого називає Андре, але коли розуміє, що відносини стають занадто серйозними, Честіті вирішує втекти. Вона їде в Мексику, де влаштовується на роботу в бордель. Там вона заводить «дружбу» з власницею цього борделю, лесбійкою, яка має до дівчини аж ніяк не материнські почуття. Зрозумівши, що таке життя не для неї, Честіті приймає рішення повернутися до Андре і почати нормальне життя. Все йде добре, але темне минуле не дає нашій героїні відчути себе по-справжньому коханою.

## У ролях
- Шер — Честіті
- Барбара Лондон — Даяна Міднайт
- Стівен Віттакер — Едді (він же Андре)
- Том Нолан — Томмі
- Денні Запіен — сутенер
- Елмер Валентайн — водій вантажівки
- Берк Рінд — продавець
- Річард Армстронг — чоловік
- Autumn — повія
- Джо Лайт — організатор церемоній
- Доллі Хант — леді в церкві
- Джейсон Кларк — водій вантажівки

## Знімальна група
- Режисер — Алессіо де Паола
- Сценарій — Сонні Боно
- Продюсер — Сонні Боно, Х'юго Грімальді, Семюел З. Аркофф
- Оператор — Бен Коулмен
- Композитор — Сонні Боно
- Художник — Седі Хейєс